# Strongylura exilis
Strongylura exilis is een  straalvinnige vissensoort uit de familie van gepen (Belonidae). De wetenschappelijke naam van de soort is voor het eerst geldig gepubliceerd in 1854 door Girard.
De soort staat op de Rode Lijst van de IUCN als niet bedreigd, beoordelingsjaar 2007.